# Osborne House
Osborne House var en kongelig residens i East Cowes på Isle of Wight i England. Huset blev bygget for dronning Victoria og prinsgemal Albert. I dag har English Heritage overtaget ejendommen, og den er åben for offentligheden. 
Huset blev bygget mellem 1845 og 1851. Prins Albert tegnede selv bygningen. Huset blev familiens  foretrukne sommerresidens, og stedet blev børnenes egentlige hjem.
Efter dronning Victorias død i 1901 foretrak kong Edward 7. af Storbritannien Sandringham House som sit egentlige hjem.
Ingen af kongens yngre søskende havde råd til at overtage Osborne House, og efterhånden er bygningen taget i brug til andre formål. 
50°45′02″N 1°16′12″V / 50.75053°N 1.27005°V